# Mount Leinster
Mount Leinster är ett berg i republiken Irland.   Det ligger i grevskapet County Carlow och provinsen Leinster, i den sydöstra delen av landet, 90 km söder om huvudstaden Dublin. Toppen på Mount Leinster är 796 meter över havet.
Terrängen runt Mount Leinster är huvudsakligen lite kuperad. Mount Leinster är den högsta punkten i trakten. Runt Mount Leinster är det glesbefolkat, med 18 invånare per kvadratkilometer. Närmaste större samhälle är Enniscorthy, 19,9 km sydost om Mount Leinster. Trakten runt Mount Leinster består i huvudsak av gräsmarker.